# Juan Carlos Docabo
Juan Carlos Docabo (Buenos Aires, 14 dicembre 1970) è un ex calciatore argentino, di ruolo portiere.